# Lijst van hogeronderwijsinstellingen in Denemarken
Hieronder een lijst van de hogeronderwijsinstellingen in Denemarken, gesorteerd per regio. Onderaan staat Groenland, een onderdeel van het koninkrijk Denemarken met een status aparte.

## Hoofdstad
- Universiteit van Kopenhagen (Kopenhagen)
- Copenhagen Business School (Kopenhagen)
- IT Universiteit van Kopenhagen (Kopenhagen)
- Technische Universiteit van Denemarken (Lyngby-Taarbæk)
- Koninklijke Deense Kunstacademie (Kopenhagen)

## Midden-Jutland
- Universiteit van Aarhus (Aarhus)
- Handelshogeschool Aarhus (Aarhus)

## Noord-Jutland
- Universiteit van Aalborg (Aalborg)

## Seeland
- Universiteit van Roskilde (Roskilde)

## Zuid-Denemarken
- Zuid-Deense Universiteit (Odense, Kolding, Kopenhagen, Esbjerg, Slagelse, Sønderborg)

## Groenland
- Universiteit van Groenland (Nuuk)